# Gynaephora groenlandica
Gynaephora groenlandica is een donsvlinder uit de familie van de spinneruilen (Erebidae). De wetenschappelijke naam van de soort is voor het eerst geldig gepubliceerd in 1874 door Homeyer.
Deze donsvlinder komt voor in het noordpoolgebied op Groenland en in Noord-Canada. Hij heeft een geschatte levenscyclus van veertien jaar, wat uitzonderlijk lang is voor een vlinder. Ook kan hij extreme kou (tot temperaturen onder de −60 °C) overleven door een soort antivries in zijn bloed. De soort werd door de BBC Natural History Unit gefilmd op Ellesmere Island in juni 2009 en was te zien in de natuurdocumentaire Frozen Planet.